# レーンズエンドファーム
レーンズエンドファーム（Lane's End Farm）は、アメリカ合衆国ケンタッキー州レキシントンにある競走馬（サラブレッド）の生産および種牡馬の繋養を行う牧場である。馬主として競走馬の所有もしている。
エリザベス2世女王が渡米した際に何度か滞在したことのある牧場としても有名である。
代表者はウィリアム･スタンプ・ファリッシュ。

## 歴史
- 1979年 - 設立。
- 1985年 - 種牡馬繋養施設を建設。

## 主な生産馬
- Student Council / スチューデントカウンシル（2007年パシフィッククラシックステークス）
- FARDAT / ファリダット(2008年マーガレットステークス・ただし、株式会社ノースヒルズの名義により生産。)

## 主な所有馬
- Came Home / ケイムホーム（2001年ホープフルステークス、2002年サンタアニタダービー、パシフィッククラシックステークス、※共有所有馬）

## 主な繋養馬

### 種牡馬
※2025年。
- Candy Ride / キャンディライド（2010年 - ）
- Mineshaft / マインシャフト（2004年 - ）
- Quality Road / クオリティロード（2011年 - ）
- Twirling Candy / トゥワーリングキャンディ（2012年 - ）
- The Factor / ザファクター (2013年 - )
- Union Rags / ユニオンラグズ(2013年 - )
- Liam's Map(2016年 - )
- Tonalist(2016年 - )
- City of Light
- Connect
- Flightline / フライトライン
- Game Winner / ゲームウィナー
- Gift Box
- Honor A.P.
- Arcangelo / アルカンジェロ(2024年 - )
- More Than Looks
- Senor Buscador / セニョールバスカドール(2025年 - )
- Up To The Mark

### 繁殖牝馬
- Casual Look / カジュアルルック（2004年 - ）
- ビリーヴ（2004年 - ）
- Zenyatta / ゼニヤッタ（2011年 - ）

### 過去の繋養馬
種牡馬
- A.P. Indy / エーピーインディ（1993年 - 2020年）
- Came Home / ケイムホーム（2003年 - 2007年、日本軽種馬協会へ）
- Charismatic / カリズマティック（2000年 - 2002年、日本軽種馬協会へ）
- Dixieland Band / ディキシーランドバンド（1985年 - 2010年、死亡）
- Dixie Union / ディキシーユニオン（2001年 - 2010年、死亡）
- Fappiano / ファピアノ（1987年 - 1990年、死亡）
- Gulch / ガルチ（1989年 - 2009年、引退、オールドフレンズへ）
- Honor Code / オナーコード(2016年 - 2023年、優駿スタリオンステーションへ)
- King Cugat / キングクガ（2002年 - 2008年）
- Mingun / ミングン（2004年 - 2010年、デンマークへ）
- Pleasant Tap / プレザントタップ（1993年 - 2010年、死亡）
- Saint Liam / セイントリアム（2006年、死亡）
- Silver Ghost / シルヴァーゴースト（1987年 - 2008年）
- Summer Squall / サマースコール（1992年 - 2004年、引退）
- Wando / ワンド（2006年 - 2010年、カナダへ）
- War Pass / ウォーパス（2009年 - 2010年、死亡）
- Aragorn / アラゴーン（2007年 - 2011年）
- After Market / アフターマーケット（2008年 - ）
- Courageous Cat / コレイジャスキャット（2012年 - ）
- Rock Hard Ten / ロックハードテン（2006年 - ）
- Smart Strike / スマートストライク（1997年 - ）
- English Channnel / イングリッシュチャンネル（2010年 - ）
- Kingmambo / キングマンボ（1994年 - ）
- Shakespeare / シェイクスピア
- Stephen Got Even / スティーヴンゴットイーヴン（2001年 - ）
- Pleasantly Perfect / プレザントリーパーフェクト（2005年 - ）
- Curlin / カーリン（2009年 - ）
- Supreme Cat / シュプリームキャット
- Touch Tone
- Valid Expectations / ヴァリッドエクスペクテーションズ（1998年 - ）
- Belong To Me / ビロングトゥミー（1994年 - 2020年）
- Grasshopper / グラスホッパー（2011年 - ）
- Sing Baby Sing / シングベビーシング（2011年 - ）
- Too Much Bling / トゥーマッチブリング（2007年 - ）
- Congaree(2016年 - )
- Mr Speaker(2016年 - )
- Noble Mission / ノーブルミッション(2015年 - )
- City Zip / シティージップ（2005年 - ）
- Discreetly Mine / ディスクリートリーマイン（2011年 - ）
- Morning Line / モーニングライン（2012年 - ）
- Accelerate / アクセラレート[1]
- Langfuhr / ラングフール
- Lemon Drop Kid / レモンドロップキッド
- Catalina Cruiser
- Daredevil
- Lexitonian
- Unified
- West Coast / ウエストコースト

繁殖牝馬
- Miesque / ミエスク（1989年 - 2011年、死亡）